# Alfons van Heusden
Alfons van Heusden (1930-2000) was een Nederlands illustrator, tekenaar en grafisch vormgever. Daarnaast was hij jarenlang docent aan de Haagse Koninklijke Academie van Beeldende Kunsten. Zelf heeft hij de academie niet gevolgd.

## Bordspellen en puzzles
Tot Van Heusden’s eerste puzzels en spellen voor Egel spelen (Gebr. Koster, Amsterdam), behoren het Egelkwartet “Kinderwereld” en “Dierenkwartet”, tot een complete poppenkast uit de periode tussen 1956 en 1965. Dit samenwerkingsverband werd gevolgd door meerdere spellen die hij voor het Duitse Ravensburger (Otto Maier Verlag) illustreerde. Zijn meest bekende en veelvuldig heruitgebrachte spel was “Das Malefiz Spiel”/”Barricade” uit 1962, dat nog tot 2005 is heruitgegeven. De meeste puzzels en spellen illustreerde Van Heusden tussen ca. 1965 en 1985 voor Jumbo (Hausemann & Hotte NV, Amsterdam).

## Boekomslagen en illustraties
Voor de uitgeverijen Het Spectrum en De Arbeiderspers illustreerde Van Heusden meerdere boekomslagen, met name voor pockets in de reeksen Prisma en ABC pockets, waaronder een heruitgave uit 1962 van zes deeltjes van Dokter Dolittle. Tweemaal ontwierp Van Heusden het boekenweekgeschenk voor de jaarlijkse Kinderboekenweek. Dit betreft het “Vulboek” (1968) en “Spook tussen spoken” (1980) op tekst van Willem Wilmink. 

## Boeken
In 1980 verzorgde Van Heusden samen met Willem Wilmink het kinderboekenweekgeschenk Spook tussen spoken. In 1989 ontving hij de Gouden Penseel voor het door hem ook gekalligrafeerde Dat rijmt, met tekst van Ivo de Wijs. Het boek werd een jaar eerder al uitgeroepen tot een van de best verzorgde boeken van 1988. Met Ivo de Wijs maakte hij verder Groot, groter, Grootst, Even naar de brievenbus, en Roodkapje en de zeven geitjes. Hij illustreerde gedichten van Willem Wilmink (Dichter langs de huizen), en liedteksten van Ivo de Wijs (Hahaha je vader) en Jan Boerstoel (Last van goeie raad).

## Stichting De Roos
Vanaf de jaren tachtig was Van Heusden jarenlang nauw betrokken bij de activiteiten van Stichting De Roos, waarvoor hij een tweetal boeken illustreerde en bij een zevental andere boeken voor de vormgeving verantwoordelijk was. Waaronder in 1982 een bibliofiele uitgave van De bruine vriend van Simon Vestdijk met etsen van Simon Koene en in 1987 The bridge of San Luis Rey, de vermaarde bestseller van Thornton Wilder, wederom met etsen van Simon Koene. Bovendien gaf hij in 1995 de aanzet tot de bibliofiele uitgave Muzikale Beelden met  gedichten van Willem Wilmink en illustraties van Simon Koene bij De Schilderijententoonstelling en De Kinderkamer van Modest Moessorgski en Het Carnaval der Dieren van Camille Saint-Saëns.

## De Haagse Etsclub
Van 1987 tot en met 1998 was Van Heusden verantwoordelijk voor de vormgeving van de folders en mappen van De Haagse Etsclub.

## Affiches en prentbriefkaarten
Voor warenhuis De Bijenkorf ontwierp Van Heusden ook promotiemateriaal, zoals affiches voor “Papierrage” (1967), schoolbenodigdheden (“Voor en na school”) en Sinterklaas (“Hofleverancier van Sint Nicolaas, 1969 en 1988”). Daarnaast ontwierp Van Heusden in 1981 een reeks kerst- en nieuwjaarskaarten “Voor het Kind”. Voor het kleuterblad Bobo ontwierp Van Heusden enige kleurplaten.

## Nalatenschap
In 2011 verwierven de Bijzondere Collecties van de Universiteit van Amsterdam de 'verzameling Van Heusden' met onder meer boeken voor Uitgeverij Het Spectrum en De Arbeiderspers, en spellen voor Ravensburger, Jumbo en Egel.